# Adolphe Carnot
Marie-Adolphe Carnot, född 22 januari 1839 i Paris, död 21 juni 1920 i Paris, var en fransk mineralog och bergsman. Han var son till Hippolyte Carnot, brorson till Nicolas Léonard Sadi Carnot och bror till presidenten Marie François Sadi Carnot.
Carnot var efter utbildning som gruvingenjör medarbetare vid Frankrikes geologiska undersökning 1864–1868, professor i allmän kemi vid École des Mines 1868–1877 samt professor i analytisk kemi och föreståndare för laboratorierna och den metallurgiska byrån där 1877–1900. Han var även professor i mineralogi och geologi vid Institut national agronomique 1876–1900 och blev 1900 direktör för École des Mines. Han hade stor betydelse för bergsvetenskapen i allmänhet i Frankrike och författade ett flertal vetenskapliga arbeten inom mineralogin, mineralkemin och metallurgin. Han blev ledamot av Institut de France 1895. Efter honom är mineralet carnotit uppkallat.